# Julen Jon
Julen Jon Guerrero Landabaso (Bilbao, 14 de abril de 2004), más conocido como Julen Jon,  es un futbolista español que juega como centrocampista y actualmente está sin equipo.

## Trayectoria
Natural de Bilbao, es hijo del exjugador Julen Guerrero, es un futbolista formado en las categorías inferiores del Málaga CF desde 2011 a 2017. 
En la temporada 2017-18, ingresa en la cantera del Real Madrid Club de Fútbol para incorporarse al infantil "A".
Julen iría quemando etapas en el conjunto blanco y en la temporada 2021-22, se proclamaría campeón de la Copa del Rey juvenil.
En la temporada 2022-23, formaría parte del juvenil "A" del Real Madrid Club de Fútbol con el que jugaría también la UEFA Youth League.
El 12 de enero de 2023, el jugador es cedido a la SD Amorebieta de la Primera Federación, tercera categoría del fútbol de España, hasta el final de la temporada. El 22 de enero de 2023, hizo su debut con la SD Amorebieta de la Primera Federación en un encuentro frente al CD Numancia.
En la temporada 2023-24, el jugador firma por el A.S. Roma Primavera en calidad de cedido por el conjunto blanco.
El 16 de enero de 2024, firma por el Deportivo Alavés por temporada y media, y sería asignado a su equipo filial de la Segunda Federación.

### Selección nacional
Julen es internacional con la selección de fútbol sub-15 de España, sub-16 y sub-17.